# 대니얼 로건
대니얼 로건(Daniel Logan, 1987년 6월 6일 ~ )은 뉴질랜드의 배우이다.

## 출연 작품
- 더 그리들 하우스 (2018)
- 트레일스 엔드 (2016)
- 스타 워즈: 클론 전쟁 - 시리즈 (2008)
- 제국의 마음 (2007)
- 조니 링고의 전설 (2003)
- 스타워즈 에피소드 2 - 클론의 습격 (2002)
- 쇼틀랜드 스트리트 (1992)